# Thrixspermum longipilosum
Thrixspermum longipilosum är en orkidéart som beskrevs av Johannes Jacobus Smith. Thrixspermum longipilosum ingår i släktet Thrixspermum och familjen orkidéer. Inga underarter finns listade i Catalogue of Life.